# Manuel de Miguel
Manuel de Miguel Guillén, (Zaragoza, 18 de octubre de 1958) es un destacado periodista deportivo aragonés con una amplia trayectoria. 

## Biografía
Comenzó a colaborar muy joven en distintos medios de comunicación como Zaragoza Deportiva y Radio Popular. Trabajó en el periódico El Día de Aragón, desde su nacimiento en 1982 y llegó a ser Jefe de la Sección de Deportes.
En 1984, con sólo 25 años, fue nombrado director de un nuevo semanario aragonés El Punto Deportivo. 
En 1993 se convirtió en director y uno de los propietarios del periódico deportivo EQUIPO. En 1997 el Diario Equipo fue adquirido por el Grupo Zeta y Manuel de Miguel continuó siendo su director hasta junio de 2006. En esa fecha asumió el puesto de Director de Comunicación del Real Zaragoza en la etapa de Eduardo Bandrés como presidente del club, cargo que ocupó hasta 2009.
Ese mismo año comenzó a trabajar como Director de Comunicación de Stadium Casablanca, uno de los principales clubs polideportivos de España, encargándose también de las relaciones con la prensa del Stadium Casablanca (baloncesto femenino) hasta la desaparición de este equipo.
En septiembre de 2021 accedió a una jubilación anticipada. El Ayuntamiento de Zaragoza le concedió en abril de 2022 el premio "Deporte y Comunicación". Actualmente colabora en diversos medios, especialmente en Heraldo de Aragón donde publica artículos en las páginas de Opinión, no siempre de temática deportiva.